# Кори-агунг
Кори-анунг, также известный как падуракша — один из двух типов ворот, распространённых на островах Ява и Бали в Индонезии. В отличие от другого типа ворот — чанди-бентар — покрыт возвышающейся крышей. Эта архитектурная особенность обычно встречается в зданиях классического индусско-буддийского периода Индонезии. Кори-агунг как пправило отмечает порог в самом священном месте (внутреннее святилище) внутри религиозного комплекса, кладбища или дворца. В балийской архитектуре тщательно украшенные возвышающиеся кори-агунг часто являются самым внушительным сооружением храма.

## Форма
Кори-агунг — ворота в форме чанди. Сооружение состоит из трех частей: базы, на которой расположен лестничный пролёт; корпус, в котором находится входной проём; короны, с её ступенчатым профилем, характерным для чанди. Входной проём иногда оборудован дверью из дерева с тонкой резьбой.
Один из старейших сохранившихся ворот падуракша — Баджанг Рату в Троулане, элегантные ворота из красного кирпича, построенные в середине 14 века в Маджапахите. Ворота Баджанг Рату украшены барельефами, изображающими историю Шри Танджунга и Рамаяны. Форма конструкции высокая и стройная, она поднимается на высоту до 16,5 метров и демонстрирует сложный рельефный декор, особенно на участке крыши.
В то время как основная форма падуракши — ступенчатые чанди, она может быть обильно украшена орнаментами, фигурами и символами. На Бали корона падуракши украшена пламенными орнаментами и небесными фигурами. Над входным проёмом часто вырезана грозная голова бхома или свирепого кала, в то время как изображения в виде льва или пары свирепых великанов двапарала охраняют стороны входа. Считается, что обе угрожающие фигуры головы Калы и стражей дверей двапарала обладают защитным свойством отгонять злых духов от входа в сооружение
Основной Кори-агунг, который отмечает порог во внутреннем святилище главной святыни, известен как kori agung («Великий Кори»). Кори-агунг в комплексе исламских кладбищ в Сенданге Дувур содержит загадочную, похожую на крыло особенность, которая, как считается, представляет собой крылья меру; это может быть связано с небесной птицей гарудой.

## Классический яванский и балийский индуистский храм
Кори-агунг и канди-бентар (еще один тип ворот) являются неотъемлемыми чертами балийской индуистской храмовой архитектуры и, возможно, классического яванского индуистского храма. Оба типа ворот отмечают границу между различными уровнями святости в храме. На Бали, в канди бентар стоит на границе между внешним миром с внешней областью индуистского храма, ниста мандала («внешнее святилище»), в то время как кори-агунг отмечает границу между мадья мандалой («среднее святилище») с самой священной мандалой утама («главное святилище»).
В балийской храмовой архитектуре главный храм обычно имеет тройные ворота кори-агунг, самый большой и высокий кори-агунг между двумя меньшими. Ежедневно посвящённые и случайные посетители используют боковые двери, в то время как главная дверь заперта, за исключением религиозных праздников. На Бали центральные ворота кори-агунг предназначены для священников и богов.

## Происхождение и эволюция
Кори-агунг — индонезийская адаптация классического индийского гопурама. Ранние формы крытых ворот можно найти в паре храмовых комплексов 8-9-го века в Центральной Яве, например, Прамбанан, Плаосан и Рату Боко. В более поздний период эти ворота приняли более стройную форму. Рельефы с изображением чанди-бентар и кори-агунг были обнаружены в XIII веке Candi Jago на Восточной Яве. Падуракша 13-14 века в Восточной Яве, такие как найденные в индуистский период Сингхасари и Маджапахит, выглядят идентично балийским. В месте археологических раскопок Троулана — столицы империи Маджапахит 14-го века — падуракша под названием Баджанг Рату (яв. «маленький/уродливый царь»), является старейшим из сохранившихся до сих пор кори-агунг. Кори-агунг Баджанг Рату содержит круглые отверстия, указывающие на то, что когда-то здесь была двустворчатая дверь.
Кори-агунг до сих пор широко используются после наступления периода ислама в XV веке. Большая мечеть Матарама (Месджид Геде Матарам) в Котагеде содержит кори-агунг который отмечает порог мечети, где находится гробница Панембахана Сенопати. Мечеть 16-го века Менара Кудус, одна из старейших мечетей на Яве, имеет кори-агунг на входе и внутри мечети. Многие дворцовые (кратон) комплексы исламской Явы использует кори-агунг, например, в Кратон Ngayogyakarta Hadiningrat из султаната Джокьякарта, Кратон Kasepuhan и Kanoman из султаната Чиребон и разрушенном Кратон Kaibon из султаната Бантам. Мусульманский кладбищенский комплекс также использовал кори-агунг для обозначения места, где находится могила, например, в кладбищенском комплексе Имогири. В кладбищенском комплексе Сенданг Дувур есть два кори-агунг с архитектурными деталями в виде крыла, которые, как считается, представляют собой крылатую Меру.

## Цитируемые работы
- Davison, Julian. Balinese architecture. — Singapore: Tuttle Publishing[англ.], 2003. — ISBN 9780794600716.
- Miksic, John. Architecture:Brick Architecture of Majapahit (англ.) / Gunawan Tjahjono. — Singapore: Archipelago Press, 1998. — Vol. 6. — (Indonesian Heritage). — ISBN 9813018305.
- Uka Tjandrasasmita. Arkeologi Islam Nusantara. — Jakarta: Kepustakaan Populer Gramedia, 2009. — ISBN 9789799102126.
- Wardani, Laksmi Kusuma; Sitindjak, Ronald Hasudungan Irianto; Mayang Sari, Sriti. Estetika Ragam Hias Candi Bentar dan Paduraksa di Jawa Timur (Indonesian). — Petra Christian University, 2015.